# HMS Glasgow (fragata Tipo 26)
La HMS Glasgow de la Royal Navy será la cabeza de serie de las fragatas Tipo 26 (clase City). Su nombre honra a la ciudad escocesa de Glasgow y recupera el nombre del destructor HMS Glasgow. La clase Tipo 26 reemplazará parcialmente a las trece fragatas Tipo 23 de la Armada inglesa, y será un buque de guerra multimisión diseñado para apoyar la guerra antisubmarina, la defensa aérea y las operaciones de propósito general.

## Construcción

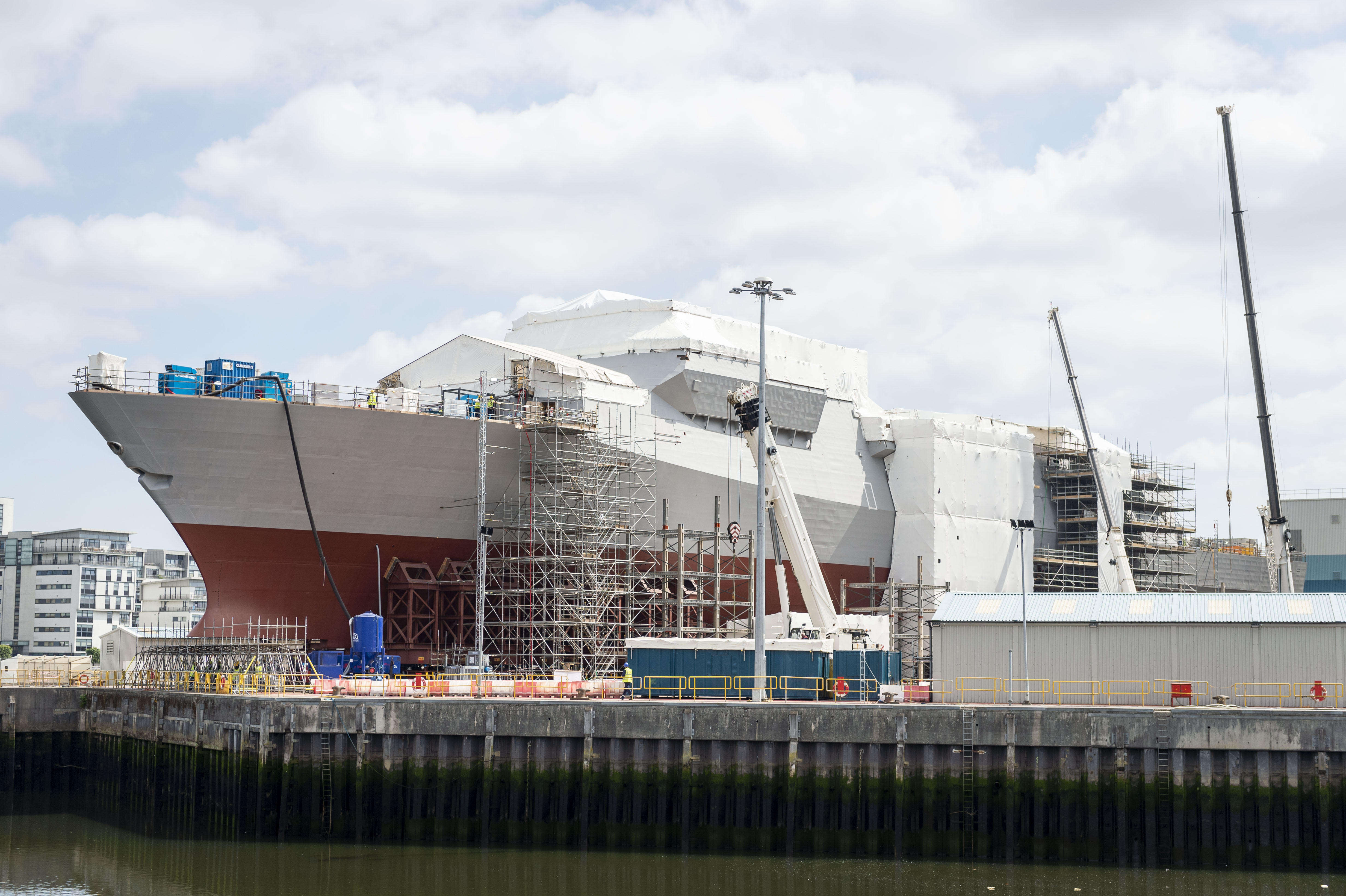
HMS Glasgow en construcción en junio de 2021.

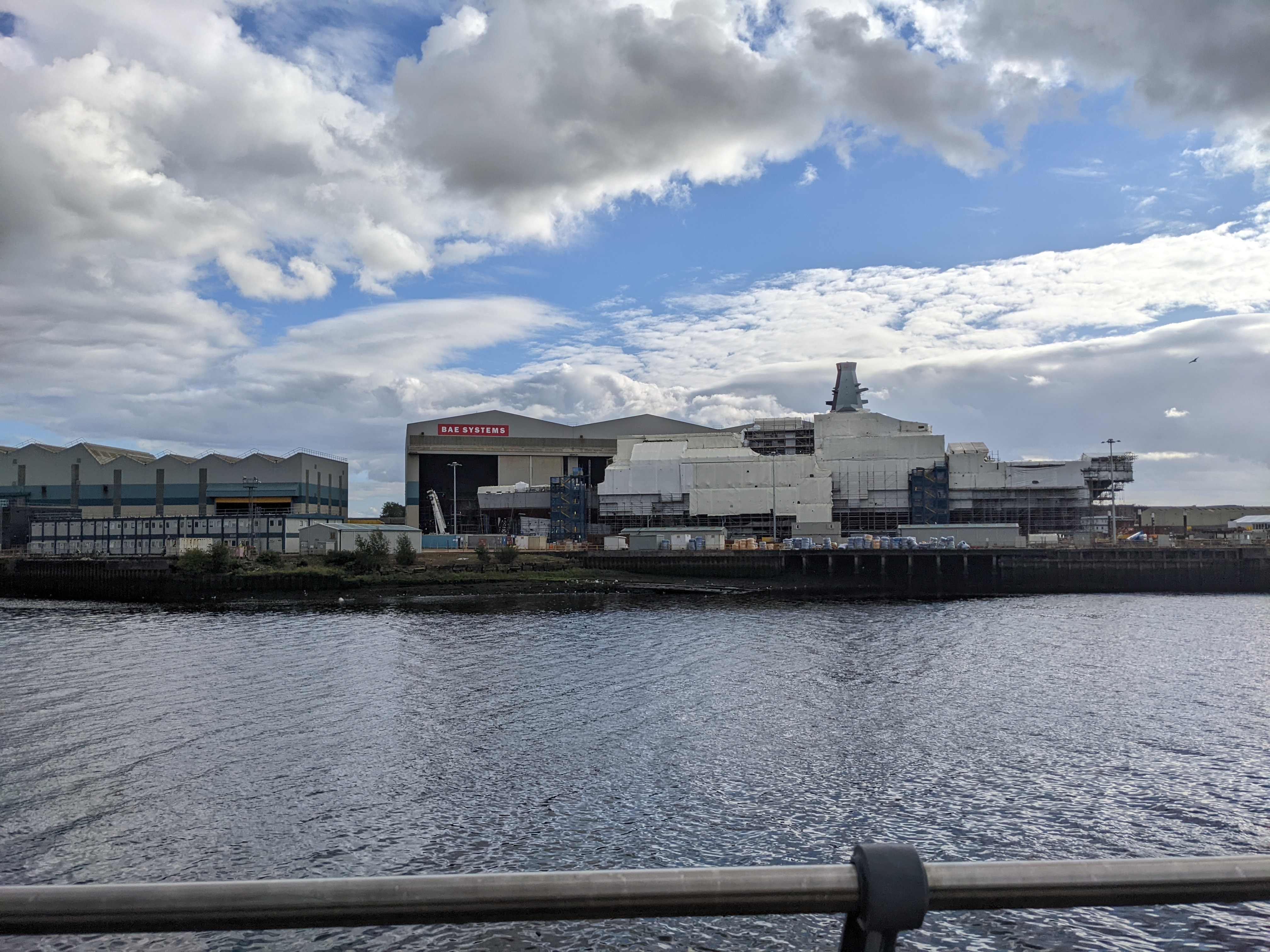
HMS Glasgow durante su construcción en agosto de 2022

Está siendo construida por BAE Systems sobre el río Clyde, en Glasgow, Escocia.
Tendrá un armamento compuesto por misiles superficie-aire Sea Ceptor y un cañón de 127 mm. Además, llevarán un helicóptero AW101 Merlin o AW159 Wildcat, para tareas antisubmarinas.
Su nombre es un homenaje a la ciudad de Glasgow, y es también el nombre del destructor Tipo 42 HMS Glasgow (D88), que luchó en la guerra de las Malvinas de 1982.
El primer acero se cortó para Glasgow en julio de 2017 y se espera que el barco se entregue en 2024 y esté operativo alrededor de 2026. En enero de 2018, comenzó el trabajo en la segunda sección del casco.
En enero de 2020, la Royal Navy anunció que el barco estaba a más de la mitad de su construcción. En julio de 2020, la Royal Navy anunció que habían comenzado las obras en la sección final de Glasgow.
El 18 de abril de 2021, la sección de proa del barco salió de su cobertizo de construcción en el Clyde y el 1 de mayo de 2021 se unió a su sección de popa por primera vez. Luego fue botado el 25 de noviembre de 2022 en preparación para el remolque al astillero BAE Scotstoun para su equipamiento. En octubre de 2022, el Secretario de Estado de Defensa, Ben Wallace, declaró que la capacidad operativa inicial (COI) del barco se había retrasado de 2027 a 2028.